# كينيث ليزلي
كينيث ليزلي هو كاتب أغاني وشاعر كندي، ولد في 31 أكتوبر 1892 في Pictou ‏ في كندا، وتوفي في 6 أكتوبر 1974 في هاليفاكس في كندا.